# Лядское
Лядское (укр. Лядське) — село в Монастырисской городской общине Чортковского района Тернопольской области Украины.
Население по переписи 2001 года составляло 434 человека. Почтовый индекс — 48343. Телефонный код — 3555.

## История
С 1964 по 1992 г. носило название Червоное.
До 2020 года входило в Монастырисский район.